# Ivana Buden
Ivana Buden (10 de septiembre de 1985) es una deportista croata que compitió en tiro con arco, en la modalidad de arco compuesto. Ganó una medalla en el Campeonato Mundial de Tiro con Arco al Aire Libre de 2013 y cuatro medallas en el Campeonato Europeo de Tiro con Arco en Sala entre los años 2004 y 2013.

## Palmarés internacional
| Campeonato Mundial al Aire Libre | Campeonato Mundial al Aire Libre | Campeonato Mundial al Aire Libre | Campeonato Mundial al Aire Libre |
| Año                              | Lugar                            | Medalla                          | Prueba                           |
| -------------------------------- | -------------------------------- | -------------------------------- | -------------------------------- |
| 2013                             | Belek (Turquía)                  | Medalla de plata                 | Individual                       |
| Campeonato Europeo en Sala       |                                  |                                  |                                  |
| Año                              | Lugar                            | Medalla                          | Prueba                           |
| 2004                             | Sassari (Italia)                 | Medalla de plata                 | Individual                       |
| 2010                             | Poreč (Croacia)                  | Medalla de oro                   | Equipo                           |
| 2010                             | Poreč (Croacia)                  | Medalla de plata                 | Individual                       |
| 2013                             | Rzeszów (Polonia)                | Medalla de oro                   | Individual                       |